# Мокиенко, Фёдор Васильевич
Фёдор Васи́льевич Моки́енко (укр. Фе́дір Васи́льович Мокі́єнко; род. 19 марта 1910, Кобеляки — 25 августа 1988) — советский политический деятель, председатель исполнительного комитета Киевского городского совета депутатов трудящихся в 1944—1946 годах.

## Биография
Фёдор Мокиенко родился в 1910 году в городе Кобеляки (ныне Полтавская область) в семье рабочих. Работал на сахарном заводе, учился в ФЗУ, затем — на комсомольской работе. Член большевистской партии с 1931 года. Во время коллективизации направлен уполномоченным по Смелянскому району Черкасской и Ставищенскому району Киевской области, где лично вел насильственные действия против местных крестьян.
В 1929—1934 годах учился в Киевском химико-технологическом институте, по окончании которого работал на химических заводах, совмещал работу с активной партийной деятельностью. В 1938 году переехал в Киев, где работал на ответственных должностях в Киевском обкоме КП(б)У, впоследствии избран секретарем обкома КП(б)У.
В начале войны руководил строительством Киевского укрепрайона и военных аэродромов. Принимал участие в военных действиях в составе 5-й армии Юго-Западного фронта. В качестве политработника воевал также под Москвой, на Кавказе, участвовал в освобождении Украины от нацистов. Был награждён орденами Отечественной войны 2-й степени, Красной Звезды, медалями. В 1943 году отозван для партийной работы, стал вторым секретарем Киевского горкома КП(б)У и членом бюро обкома и горкома.
29 июня 1944 года был утвержден председателем исполкома Киевского городского совета. Занимался восстановлением городского хозяйства после войны. 2 февраля 1946 года был освобожден от должности и назначен заместителем секретаря Киевского обкома КП(б)У. В 1947 году вернулся на работу в исполком первым заместителем председателя. С 1953 года руководил областным управлением легкой, местной и пищевой промышленности. В 1956—1958 годах — заместитель председателя Киевского облисполкома. Позже работал управляющим трестами «Сахспецбуд», «Киевоблместпром», директором Киевского лакокрасочного завода, заместителем начальника ПО «Укрлакокраска».